# Sant Cebrià de Vallalta
Sant Cebrià de Vallalta és un municipi que es troba a la zona interior de la comarca de Maresme, entre Sant Iscle de Vallalta i Sant Pol de Mar, als voltants de la Serra del Montnegre. Amb una extensió de 15.79 km² limita amb els termes municipals de Sant Pol de Mar, Sant Iscle de Vallalta, Pineda de Mar, Canet de Mar, Tordera i Sant Celoni. Dins del municipi, a banda del nucli urbà trobem les urbanitzacions de Castellar d'Índies, Vistamar, Can Palau, Can Bartomet i Can Domènec i una sèrie de masies o disseminats, algunes de les quals han marcat la història del municipi.
Al centre urbà, hi destaca el campanar de l'església parroquial, un edifici d'estil gòtic de l'any 1577; també, en el mateix estil gòtic, és notable la Casa de Can Coris (s. XV), amb un gran finestral d'ornamentació plateresca.
En els darrers anys ha adquirit importància com a centre d'estiueig i segona residència, però a poc a poc es va notant un canvi en aquest comportament i cada vegada és més important el nombre de persones que decideixen quedar-s'hi a viure motivats per la tranquil·litat del municipi, la seva proximitat al mar i pel seu entorn natural.
Els dissabtes té lloc el mercat setmanal.

## Geografia
- Llista de topònims de Sant Cebrià de Vallalta (Orografia: muntanyes, serres, collades, indrets..; hidrografia: rius, fonts...; edificis: cases, masies, esglésies, etc).

| Entitat de població     | Habitants (2023) |
| Sant Cebrià de Vallalta | 1.518            |
| Castellar d'Índies      | 920              |
| Vistamar                | 693              |
| Can Palau               | 581              |
| Can Bartomet            | 43               |
| Sot del Boter           | 20               |
| Can Domènec             | 17               |
| Font: Idescat           |                  |

Els límits del terme municipal són:
|                        | Tordera         |               |
| Sant Iscle de Vallalta |                 | Pineda de Mar |
| Canet de Mar           | Sant Pol de Mar | Calella       |

## Orígens
L'origen de l'actual municipi es remunta a la divisió en parròquies del domini de Montpalau després de la conquesta franca de la Gòtia. L'any 1019 el bisbe de Girona Pere de Carcassona va consagrar com a Sant Cebrià de Vallalta la que havia estat l'ermita de Santa Maria en la primera colonització cristiana. Cal suposar que hi havia una població pagana i que s'incorporà una població de cristians vells pels quals el 1090 es va consagrar l'església de Sant Iscle i Santa Victòria. Els senyors francs van donar les terres conquerides a personalitats civils o militars que havien tingut un paper en la conquesta, en el cas de la Vallalta van ser els Mata, militars, que van rebre la Torre de Mata a la riera de Sant Andreu, els Croanyes, que van rebre una de les vil·les romanes de la zona, i els Romaní, militars, que van rebre la vil·la romana de Boadella.

## Demografia
| 1497 f | 1515 f | 1553 f | 1717 | 1787 | 1857 | 1877 | 1887 | 1900 | 1910 |
| ------ | ------ | ------ | ---- | ---- | ---- | ---- | ---- | ---- | ---- |
| 46     | -      | -      | 171  | 266  | 437  | 392  | 467  | 429  | 403  |

| 1920 | 1930 | 1940 | 1950 | 1960 | 1970 | 1981 | 1990 | 1992 | 1994 |
| ---- | ---- | ---- | ---- | ---- | ---- | ---- | ---- | ---- | ---- |
| 409  | 368  | 401  | 381  | 428  | 537  | 610  | 806  | 928  | 928  |

| 1996  | 1998  | 2000  | 2002  | 2004  | 2006  | 2008  | 2010  | 2012  | 2014  |
| ----- | ----- | ----- | ----- | ----- | ----- | ----- | ----- | ----- | ----- |
| 1.322 | 1.470 | 1.757 | 2.060 | 2.343 | 2.873 | 3.208 | 3.388 | 3.337 | 3.328 |

| 2016  | 2018  | 2020  | 2022  | 2024  | 2026 | 2028 | 2030 | 2032 | 2034 |
| ----- | ----- | ----- | ----- | ----- | ---- | ---- | ---- | ---- | ---- |
| 3.329 | 3.344 | 3.438 | 3.619 | 3.828 | -    | -    | -    | -    | -    |

## Política

### Eleccions municipals de Sant Cebrià de Vallalta del 2019
| Candidatura | Candidatura   | Cap de llista               | Vots  | Regidors | % vots |
| ----------- | ------------- | --------------------------- | ----- | -------- | ------ |
|             | ERC           | Albert Pla i Besolí         | 458   | 4        | 28,22% |
|             | AVSC          | Cristina Romero Martínez    | 247   | 2        | 16,19  |
|             | JxCAT         | Jordi Marqueño Bassols      | 239   | 2        | 14,73  |
|             | CUP           | Montserrat Figuerola Fossas | 214   | 1        | 13,19  |
|             | SC+           | Sonia Scafa Alvarez         | 212   | 1        | 13,06  |
|             | PSC           | Monica Garcia Ruiz          | 163   | 1        | 10,04  |
|             | TxSC          | Antonia Benítez González    | 75    | 0        | 4,62   |
|             | Vots en blanc |                             | 15    |          | 0,92   |
|             | Nuls          |                             | 18    |          | 1,10   |
| Total       | Total         | 1.641                       | 1.641 |          | 65,59  |

Actualment, a la legislatura (2019-2023), l'alcalde és Albert Pla i Besolí.